# Полёт Троицы
«Полёт Троицы» (или «Полёт Живоначальной Троицы») — картина народного художника России Валерия Балабанова. Написана в 1988 году, впервые представлена на выставке «Тысячелетие русской культуры», где являлась центральной картиной в составе триптиха «Наследие» вместе с картинами «Пловец» и «Прожект» (левая и правая части триптиха). Композиционно представляет собой фантастический сюжет, в котором Церковь Вознесения в Коломенском изображена космическим кораблём, взлетающем в направлении Земли, а ангелы с иконы «Троица» древнерусского иконописца Андрея Рублёва — космонавтами.
После передачи автором 4 апреля 1997 года картины «Пловец» в дар воссозданному Храму Христа Спасителя (и, тем самым, разделения триптиха «Наследие»), «Полёт Троицы» является самостоятельной картиной.

## История создания
Картина была написана Валерием Балабановым в 1988 году. Совместно с написанными ранее картинами «Пловец» (сюжет об утраченном Храме Христа Спасителя) и «Прожект» (сюжет об утраченной Сухаревской башне) она была объединена автором в триптих «Наследие». Триптих был презентован на выставке «Тысячелетие русской культуры».
4 апреля 1997 года, после того, как «сбылось пророчество» Балабанова о воссоздании Храма Христа Спасителя, картина «Пловец», изображавшая данное «пророчество», по благословению Патриарха Московского и всея Руси Алексия II была передана художником в дар воссозданному Храму. В результате этого триптих «Наследие» оказался разделён, и далее полотно «Полёт Троицы» экспонировалось на многочисленных выставках уже как самостоятельная картина, вне триптиха.
Картина «Полёт Троицы» часто называется в числе важнейших работ Балабанова, как художника.

## Композиция

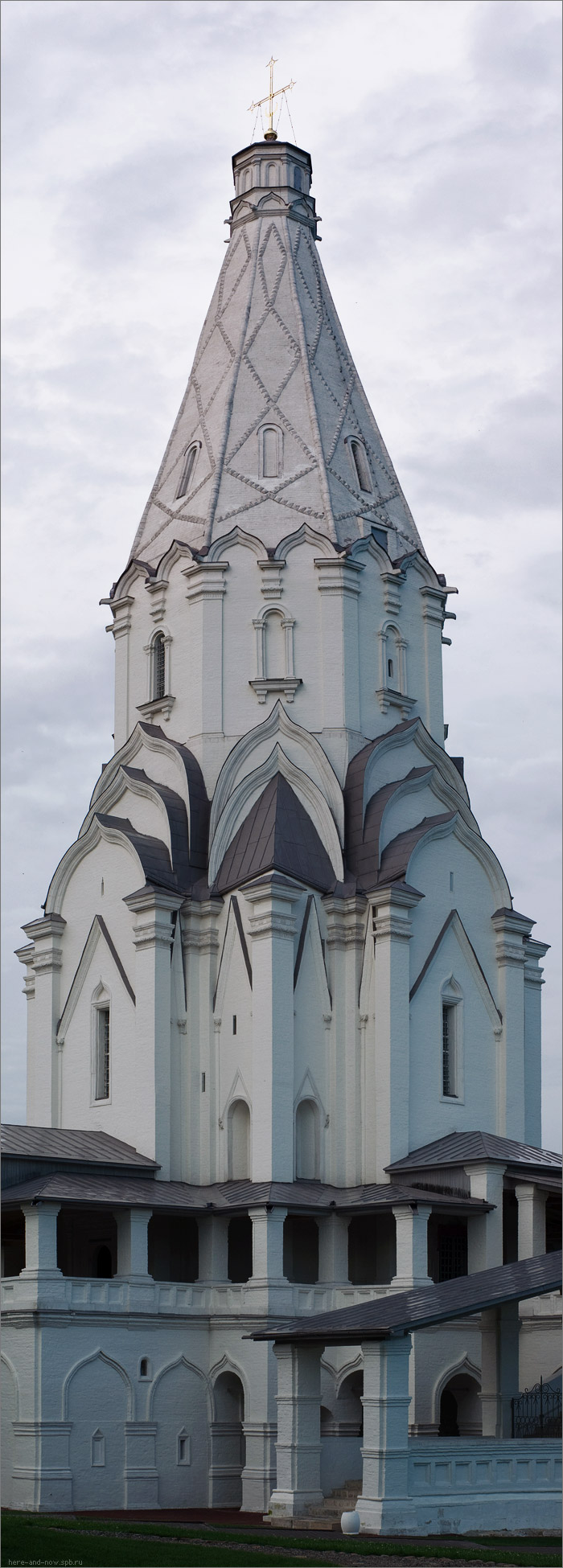
Церковь вознесения в Коломенском

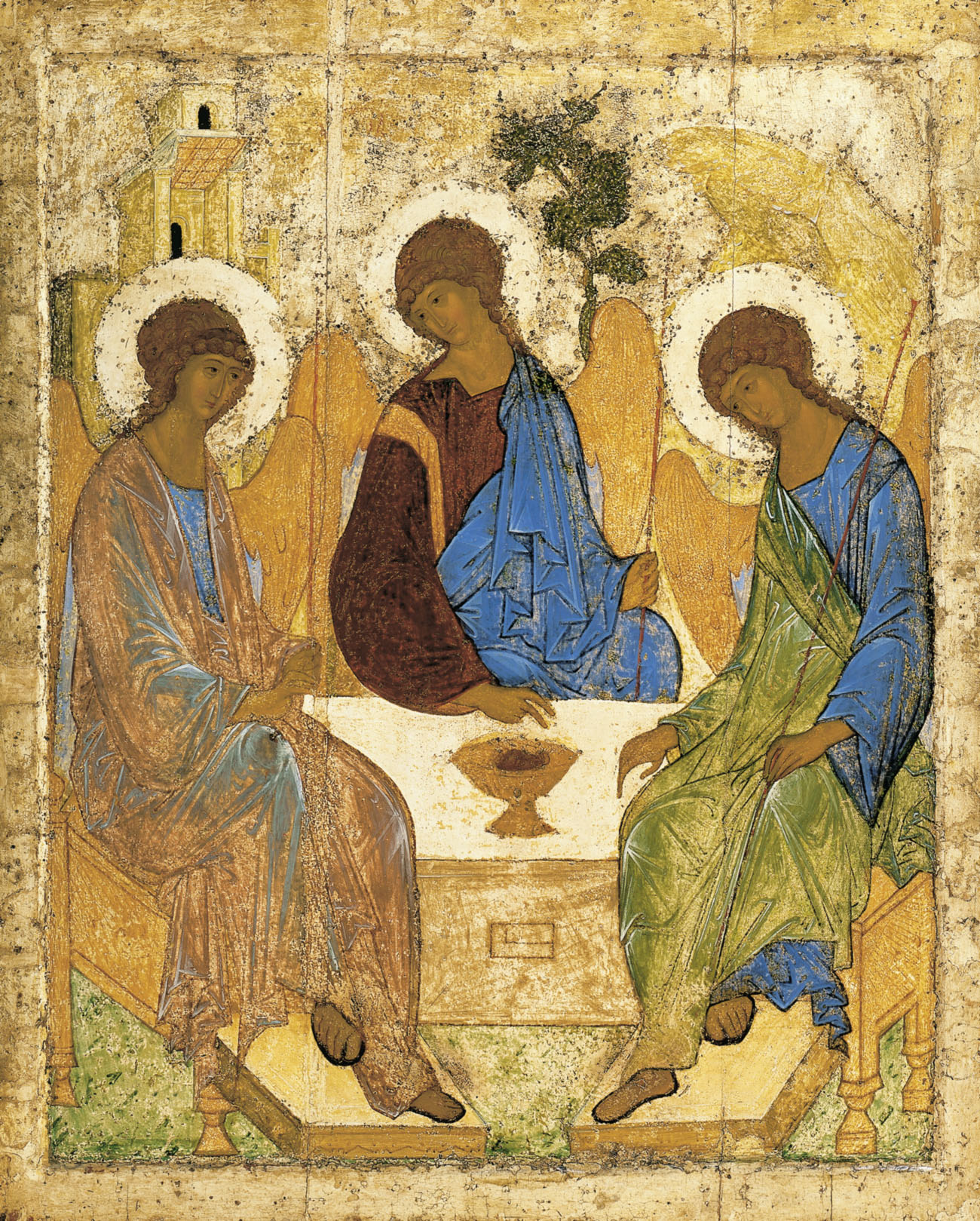
Икона «Троица» Андрея Рублёва

Автор представил свой замысел композиции картины следующим образом:

В центральной части возникает фантастический полет «Троицы» Андрея Рублева на космическом корабле (церковь Вознесения в Коломенском) к планете Земля, к людям. Это мирный полет — Веры, Надежды, Любви.

Литературный критик Лев Аннинский, анализируя в 1997 году картину «Полёт Троицы», выразил мысль, что жизнь то бывает мистерией, то фарсом, но всегда представляет собой театр, рампу, раму, оклад. Это явление названо критиком «гремучей смесью». «Есть ли выход из этого обложенного бытия» — спрашивает он, и отвечает — «выхода нет. Есть вылет». Коломенская колокольня у Балабанова взмывает ракетой, а нимбы ангелов предстают шлемами космонавтов. Аннинский отметил смущение автора в связи с кощунственностью представленного сюжета в момент, когда тот демонстрировал ему своё полотно. Критик соглашается, что с канонической точки зрения это является кощунством, а с точки зрения формулы «гремучей смеси», выведенной критиком, «это не более странно, чем то, что ракета с экипажем рублёвских ангелов стартует с Земли, к … Земле же».
Аннинский отмечает, что у Балабанова осью картин является мощная вертикаль. Так есть в «Полёте Троицы», и в «Прожекте».
В 2005 году в радиопередаче «Голоса России» сюжетом картины «Полёт Троицы» был представлен спуск с небес на землю Бога Отца и Бога Сына и Бога Святого Духа, чтобы помочь человечеству в достижении веры, надежды и любви.